# Élections municipales chiliennes de 2024
 (février 2025).
Si vous disposez d'ouvrages ou d'articles de référence ou si vous connaissez des sites web de qualité traitant du thème abordé ici, merci de compléter l'article en donnant les références utiles à sa vérifiabilité et en les liant à la section « Notes et références ».
Les élections municipales chiliennes de 2024 se déroulent les 26 et 27 octobre 2024 afin de renouveler les maires et membres des conseils municipaux des 345 municipalités du Chili,. Des élections gouvernorales et régionales ont lieu simultanément.

## Contexte
Ce sont les premières élections municipales à se tenir sous le régime de l'inscription automatique et du vote obligatoire rétabli par la loi 21524 du 27 décembre 2022.
Dans le cas où des partis politiques ou des coalitions organisent des primaires pour définir leurs candidats aux postes de maires, celles-ci ont lieu le vingtième dimanche précédant la date de l'élection, soit le 9 juin 2024. 